# Gruppo della crichtonite
Il gruppo della crichtonite è un gruppo di minerali appartenente alla classe degli ossidi. I minerali appartenenti a questo gruppo condividono la stessa struttura cristallina, cristallizzano nel sistema trigonale nel gruppo spaziale R3 (gruppo nº 148).
La formula generale per la composizione chimica dei minerali di questo gruppo può essere scritta come:
{\displaystyle {\ce {AD_{21}O_{38}\,\,\,\,\,}}} oppure {\displaystyle {\ce {\,\,\,\,\,A{DE_{2}G_{6}Ti_{12}}O_{38}}}}
dove:
- A = piombo (Pb), calcio (Ca), stronzio (Sr), bario (Ba), sodio (Na), terre rare (REE)
- D = uranio (U), ittrio (Y), terre rare pesanti (HREE), ferro (Fe), manganese (Mn), zirconio (Zr), calcio (Ca)
- E = magnesio (Mg), ione ferroso (Fe2+), ione ferrico (Fe3+), zinco (Zn)
- G = ione ferrico (Fe3+), cromo (Cr), vanadio (V), niobio (Nb), zirconio (Zr)

## Minerali del gruppo della crichtonite
I minerali di questo gruppo sono i seguenti:
- Almeidaite
- Botuobinskite
- Cleusonite
- Crichtonite
- Davidite-(Ce)
- Davidite-(La)
- Davidite-(Y)
- Dessauite-(Y)
- Gramaccioliite-(Y)
- Haitaite-(La)
- Landauite
- Lindsleyite
- Loveringite
- Mapiquiroite
- Mathiasite
- Mianningite
- Mirnyite
- Paseroite
- Saranovskite
- Senaite

a cui si aggiungono altri 8 minerali ancora in fase di studio e senza nome.